# Callimachi
Callimachi (originariamente Călmașul, in greco Καλλιμάχη?, Kallimachi) è una famiglia fanariota di origine romena, distintasi nella storia dell'Impero ottomano, e in particolare dei due principati da esso dipendenti, Valacchia e Moldavia.

## Storia
Il capostipite storicamente accertato Basilio (Vasile Călmașul, vivente nel XVII secolo), era un proprietario terriero della Bucovina; il figlio Teodoro sposò in seconde nozze una Ghica, figlia di Gregorio I Ghica, Gospodaro di Valacchia e i suoi discendenti strinsero legami di parentela con le maggiori famiglie fanariote, tra le quali Maurocordato, Sutzo, Sturdza, Cantacuzino. Tra i figli di Teodoro, il figlio di primo letto, Gabriele, fu Metropolita di Salonicco di Salonicco (1740-1758) e poi Arcivescovo metropolita di Moldavia (1758-1786), mentre uno dei figli di secondo letto, Giovanni Teodoro fu Gospodaro di Moldavia (1758-1761). Due figli di quest'ultimo furono pure gospodari di Moldavia: Gregorio (1735–1769, r. 1761-1764 e 1767-1769), decapitato su ordine del sultano, e Alessandro (1737-1821, r. 1795-1799). Scarlat (1773-1821), figlio del precedente, fu gospodaro di Moldavia (1806-1819) e di Valacchia (1821); nel 1817 pubblicò il Codice Callimachi, di ispirazione austriaca. Fu giustiziato per le sue simpatie filo-elleniche e per il sostegno alla società segreta Filikí Etería, durante la guerra d'indipendenza greca. Il figlio Alessandro Callimachi, rientrato dall'esilio russo, servì la Sublime porta come diplomatico e come Principe di Samo (1850-1854).

## Lista dei Gospodari
- Giovanni Teodoro, Gospodaro di Moldavia (1758-1761).
- Gregorio, Gospodaro di Moldavia (1761-1764 e 1767-1769).
- Alessandro, Gospodaro di Moldavia (1795-1799).
- Scarlat, Gospodaro di Moldavia (1806-1819) e di Valacchia (1821).